# Shiawassee County Courthouse
Das Shiawassee County Courthouse ist ein denkmalgeschütztes Courthouse in Corunna, dem County Seat des Shiawassee County im US-amerikanischen Bundesstaat Michigan. Es ist als Michigan State Historic Site eingestuft und wurde auch in das National Register of Historic Places aufgenommen. Das von 1903 bis 1904 erbaute Gebäude wurde von Claire Allen im Stil des Neoklassizismus erbaut und dient immer noch dem ursprünglichen Zweck als Courthouse und Bürogebäude der Countyverwaltung.

## Geschichte
Das Shiawassee County wurde 1822 gegründet durch Lewis Cass, dem Gouverneur des Michigan-Territoriums. Aufgrund der geringen Bevölkerungszahl dauerte es jedoch bis 1837, dass eine Countyverwaltung eingerichtet wurde. 1839 stiftete die Shiawassee County Seat Company ein Stück Land, das als öffentlicher Platz ausgewiesen wurde. Temporäre Einrichtungen beherbergten die Büros der Countyverwaltung, bis 1851 ein Courthouse aus Backsteinen gebaut wurde. In den Jahren 1903 und 1904 entstand das neue von Claire Allen entworfene Courthouse, dessen Grundsteinlegung am 4. Mai 1904 gefeiert wurde. Die Baukosten beliefen sich auf 75.000 US-Dollar.
Das Courthouse wurde am 14. November 1974 als Michigan State Historic Site eingestuft, eine Gedenktafel wurde am 31. Dezember desselben Jahres aufgestellt. 1981 wurde das Bauwerk renoviert und am 12. November 1982 in das National Register of Historic Places aufgenommen. Weitere Erneuerungen erfolgten 2009 und 2010 und dienten vor allem dem Zweck einer erhöhten Sicherheit. Es wurde die Zahl der Eingänge verringert, Metalldetektoren wurden aufgestellt und eine Aufzugsanlage eingebaut, wobei diese Veränderungen so gemacht wurden, dass das ursprüngliche Erscheinungsbild des Gebäudes erhalten blieb. In der Gegenwart sind in dem Gebäude die meisten Büros der Countyverwaltung untergebracht, und es dient weiterhin als Courthouse.

## Architektur
Das dreistöckige Gebäude wurde im neoklassizistischen Stil aus Bedford Limestone gebaut. Die Frontfassade ist optisch in fünf Joche gegliedert. Die Fassade der beiden unteren Stockwerke sind als Rustika ausgeführt. Zentral in der Vorderfassade ist ein vorspringender Portikus einem von Säulen getragenen Ziergiebel integriert. Auf dem Satteldach sitzt ein aufwändig gestalteter Uhrturm mit einem Ziegeldach.

## Belege
1. 1 2 3 4 5  Shiawassee County Courthouse. In: State Historic Preservation Office. Michigan State Housing Development Authority, archiviert vom Original am 4. März 2012; abgerufen am 31. Mai 2013 (englisch).  Info: Der Archivlink wurde automatisch eingesetzt und noch nicht geprüft. Bitte prüfe Original- und Archivlink gemäß Anleitung und entferne dann diesen Hinweis.
2. 1 2 3  Julie Morrison:  Renovation of Shiawassee County Courthouse modernizes building while safeguarding historic feel In: The Flint Journal, 27. Januar 2009. Abgerufen am 31. Mai 2012 (englisch).